# Ol' Dirty Bastard
Ol' Dirty Bastard, vlastním jménem Russell Tyrone Jones, (15. listopadu 1968 – 13. listopadu 2004) byl americký rapper, člen skupiny Wu-Tang Clan.

## Život
Narodil se v Brooklynu a vyrůstal ve čtvrti Fort Greene. Postupně začal pod různými názvy vystupovat se svými bratranci, Garym Gricem (později GZA) a Robertem Diggsem (RZA). Později se k nim přidali další rappeři a název se ustálil na Wu-Tang Clan. Své první album kapela vydala v roce 1993 a následovala řada dalších. Své první sólové album vydal o dva roky později. V roce 1999 vydal druhou sólovou nahrávku a ke konci života pracoval na třetí. Třetí deska pak vyšla pod názvem A Son Unique posmrtně (pouze omezeně).
Jones měl během svého života mnohokrát problémy se zákonem. V roce 1993 byl usvědčen z útoku při pokusu o loupež. V roce 1997 byl zatčen kvůli neplacení alimentů. V červenci 1998 byl zatčen za krádež páru bot. V únoru 1999 byl zastaven policisty při silniční kontrole. Následně byl obviněn, že má na sobě neprůstřelnou vestu, což bylo pro zločince zakázáno. O několik týdnů později byl zatčen za držení drog a několik dopravních přestupků. V říjnu 2000 utekl ze soudem nařízeného léčení drogové závislosti a strávil měsíc na útěku.
V roce 1994 byl postřelen do břicha jiným rapperem. Znovu byl postřelen roku 1999 do zad a ramene při vloupání zlodějů do jeho domu.
Dne 13. listopadu 2004 pracoval v nahrávacím studiu, jehož vlastníkem byl RZA. Zde zkolaboval a zemřel. Oficiální příčinou smrti bylo předávkování drogami. Při pitvě byl nalezen kokain zkombinovaný s léky na předpis proti bolesti (Tramadol). Zemřel dva dny před svými 36. narozeninami. Měl celkem třináct dětí. Jedno z nich, syn Young Dirty Bastard, se rovněž věnuje rapu.

## Sólová diskografie
- Return to the 36 Chambers: The Dirty Version (1995)
- Nigga Please (1999)
- A Son Unique (2005)